# Avro Canada CF-100 Canuck
L'Avro CF-100 Canuck est l'unique avion de combat conçu par le Canada à avoir été fabriqué en série. Il a été mis en service en 1953 et construit à quelque 700 exemplaires, dont 53 exportés vers la Belgique.

## Conception

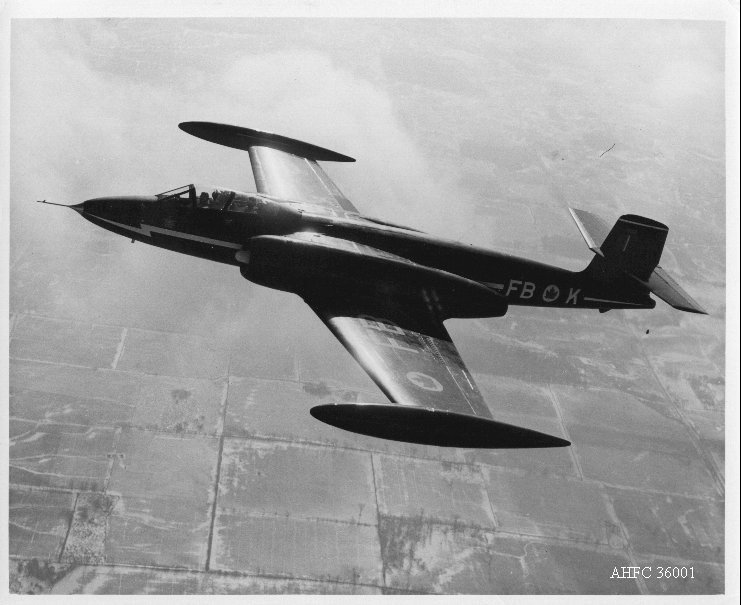
Le prototype numéro 18102 du CF-100 en vol.

En 1945, l'armée de l'air canadienne émit une demande pour un avion de chasse capable de surveiller les vastes territoires du pays. L'avion devait donc être biplace, biréacteur, tout-temps et équipé d'un radar. Le prototype du CF-100 (Mk1) fit son premier vol le 19 janvier 1950, propulsé par des Rolls-Royce Avon RA.3 de 2 950 kgp chacun. Il fut suivi par un second prototype, puis par cinq avions de présérie (Mk2) équipés de réacteurs Avro Canada TR.5 Orenda Mk.2 fournissant 2 720 kgp chacun. 
Commandée à 124 exemplaires, la première version de série (Mk3) fit son premier vol en septembre 1952. Elle était armée de huit mitrailleuses de 12,7 mm et disposait de quatre pylônes sous les ailes pour l'emport de charges externes. Seulement soixante-dix avions furent en fait livrés avant que la production ne passe à la version Mk4, équipée d'un nouveau radar et de roquettes non guidées dans des paniers en bout d'aile. Environ 330 exemplaires de cette version furent construits, d'abord avec des réacteurs Orenda 9 de 2 950 kgp chacun, puis avec des Orenda 11 de 3 300 kgp La version Mk5 fit son premier en septembre 1954, avec des ailes agrandies de 1,06 m pour augmenter son altitude opérationnelle. Elle fut construite à 281 exemplaires.

## Service opérationnel

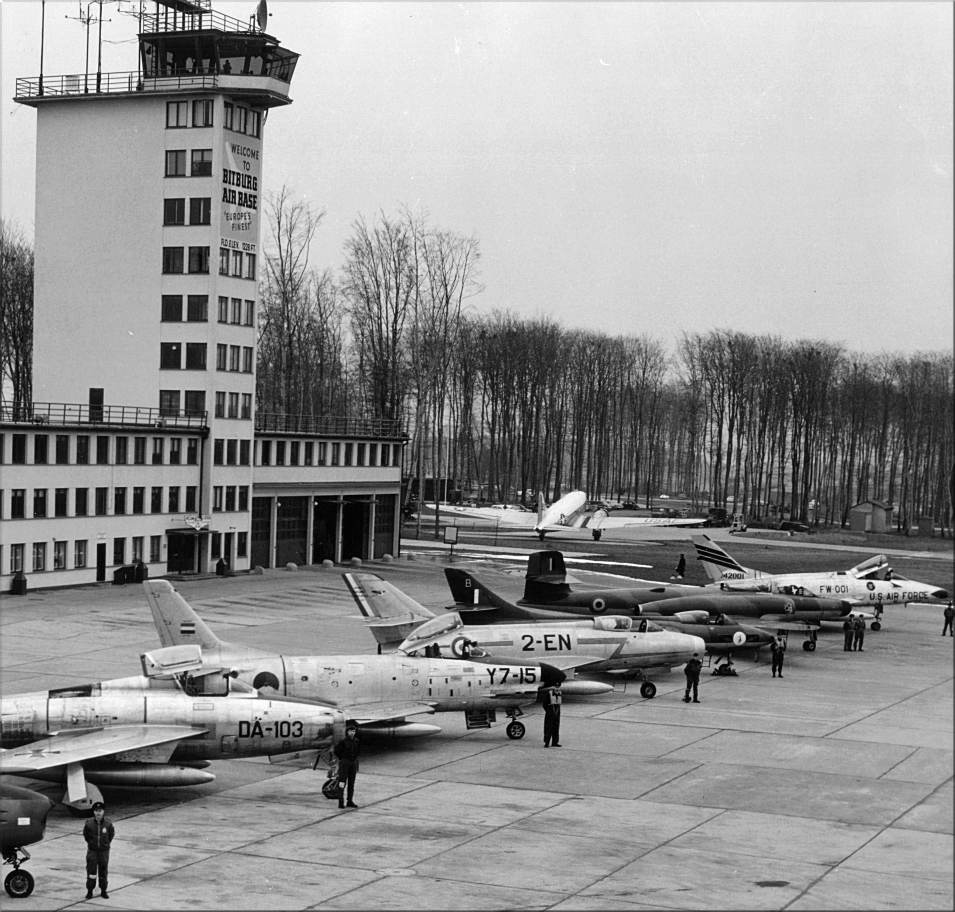
Avions de l'OTAN devant la tour de contrôle de Bitburg Air Base en Allemagne de l'Ouest en 1959 : De gauche à droite, le nez d'un Canadair Sabre canadien, un F-84F Thunderstreak de la Luftwaffe ouest-allemande, un North American F-86K Sabre de la Koninklijke Luchtmacht néerlandaise, un Dassault Mystère IV de l'armée de l'air française, un Hawker Hunter de la Royal Air Force britannique, un Avro Canada CF-100 Canuck de la force aérienne belge, un North American F-100C Super Sabre du 36th Tactical Fighter Wing, 22nd TFS de l'USAF et en arrière-plan un Douglas C-47 Skytrain.

Les premiers CF-100 Canuck entrèrent en service dans l'armée de l'air canadienne en avril 1953 et l'avion équipa jusqu'à neuf escadrons à l'apogée de sa carrière. Quatre d'entre eux furent déployés en Europe de 1956 à 1962 au sein de la 1re Division aérienne. L'armée de l'air canadienne remplaça ses Canuck par les CF-101B Voodoo au début des années 1960. Seuls quelques exemplaires convertis en avion de guerre électronique restèrent en service jusqu'en 1981. 
En juillet 1957, la Belgique annonça qu'elle avait retenu le CF-100 Canuck pour équiper son armée de l'air et commanda 54 exemplaires de la version Mk5. Les livraisons commencèrent en décembre 1957, un avion étant perdu lors d'un accident avant même sa mise en service. Remplacés par des F-104 Starfighter, les CF-100 belges furent définitivement retirés du service en 1964.

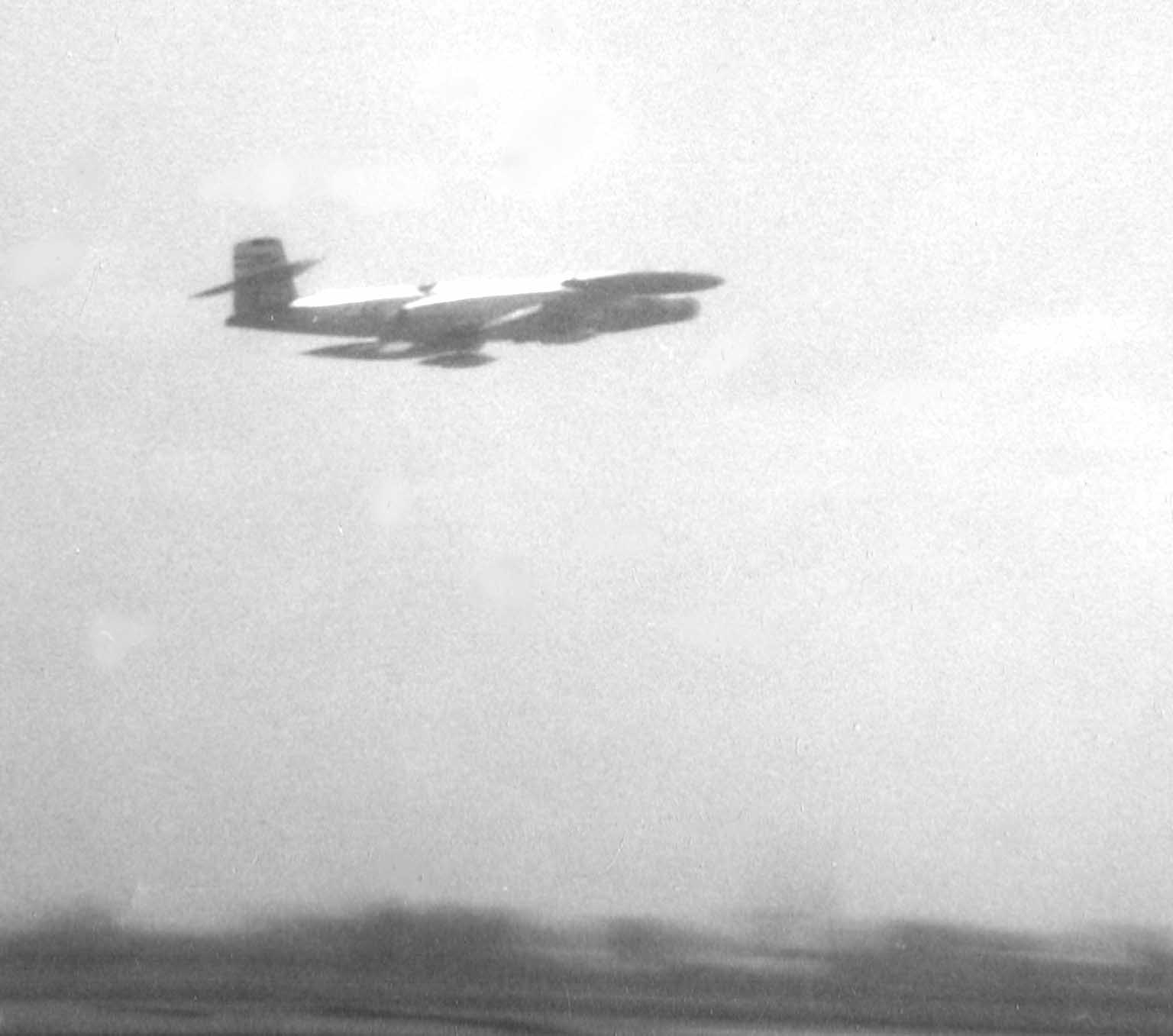
Un CF-100 Mk.4B décollant en ruée (scramble) à la base de St-Hubert en 1962

## Versions

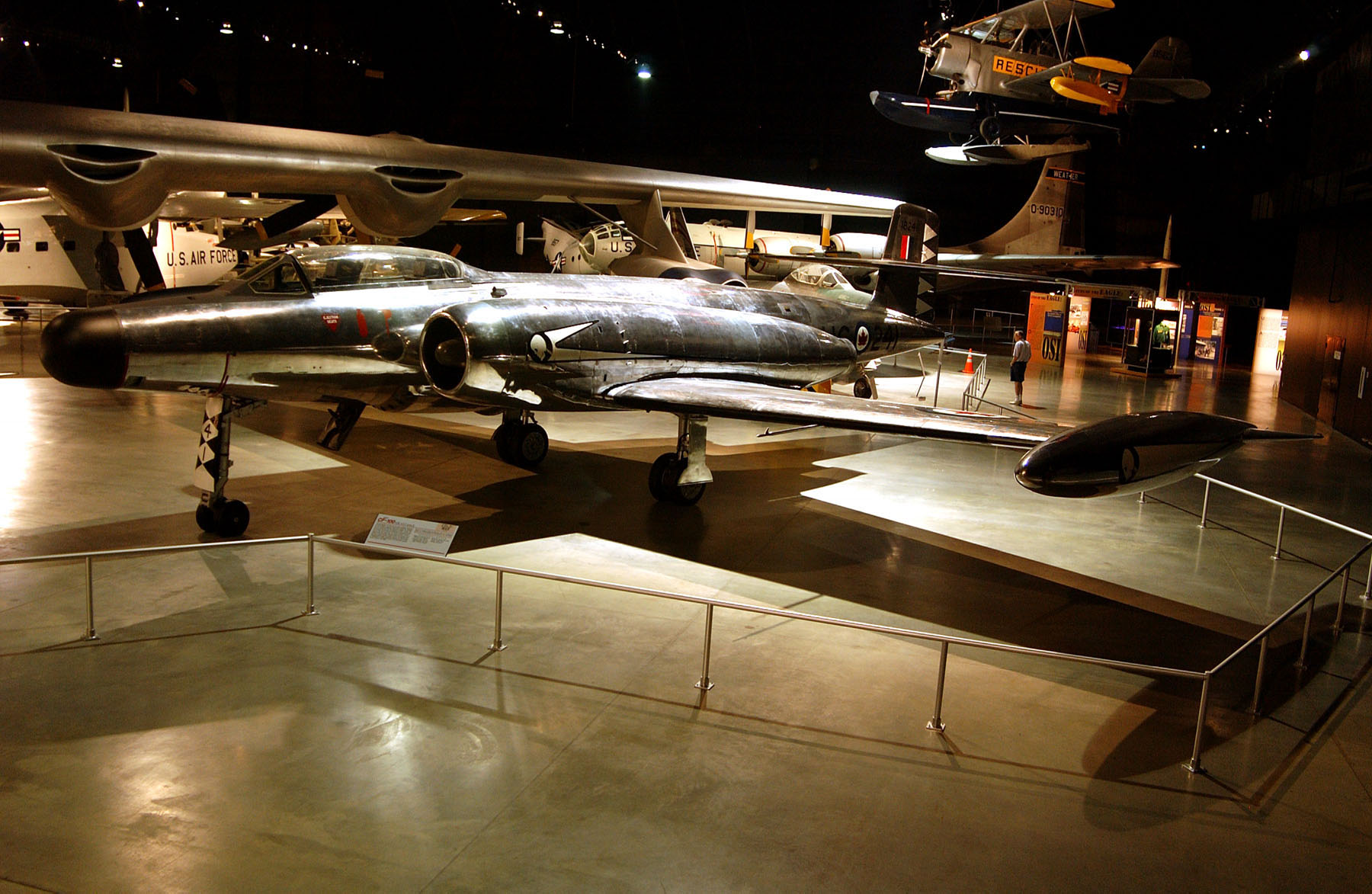
Un CF-100 conservé au musée de l'USAF.

- Mk 1 - 2 prototypes (réacteurs Avon)
- Mk 2 - 1 avion d'évaluation (réacteurs Orenda)
- Mk 2T - 8 avions d'entraînement
- Mk 3A - Premiers exemplaires de série (9 avions avec réacteurs Orenda 2)
- Mk 3B - Exemplaires de série avec réacteurs Orenda 8 (50 avions)
- Mk 3CT - Version d'entraînement du Mk 3A (11 avions)
- Mk 3D - 56 Mk3A et B reconvertis pour l'entraînement
- Mk 4A - Seconde version de série (138 avions avec réacteurs Orenda 8)
- Mk 4B - Seconde version de série (193 avions avec réacteurs Orenda 11)
- Mk 5 - Version finale avec ailes agrandies (281 nouveaux avions plus 49 Mk4B convertis)
- Mk 5C et D - Mk5 reconvertis pour la guerre électronique
- Mk 5M - Version convertis pour tirer des missiles AIM-7 SparrowII
- Mk 6 - Version modifiée du Mk 5 avec réchauffe simplifiée et AIM-7 SparrowII (pas construit)
- Mk 7 - Version du Mk 6 avec ailes courtes et missiles aux extrémités des ailes (pas construit)
- Mk 8 - Version avec trois moteurs et missiles à longue portée (pas construit)
- Mk 9 - Modèle équipé de deux missiles AIM-4 Falcon à décollage vertical (pas construit)
- Mk 10 - CF-100 à quatre moteurs et équipé de AIM-7 SparrowII (pas construit)

## Engagements
Aucun.

## Évolution des performances
| Modèles - performances | CF-100 Mk.1 (prototype)                 | CF-100 Mk.2T (appareil d'entraînement) | CF-100 Mk.3B (exemplaires de série)                      | CF-100 Mk.4A (version originale du Mark 4)             | CF-100 Mk.4B (version améliorée du Mark 4)             | CF-100 Mk.5 (version finale avec ailes agrandies) | CF-100 Mk.5D (version de guerre électronique) |
| ---------------------- | --------------------------------------- | -------------------------------------- | -------------------------------------------------------- | ------------------------------------------------------ | ------------------------------------------------------ | ------------------------------------------------- | --------------------------------------------- |
| Moteurs                | deux Rolls-Royce Avon RA.3 de 2 950 kgf | deux Avro Canada Orenda 2 de 2 720 kgf | deux Avro Canada Orenda 8 de 2 730 kgf                   | deux Avro Canada Orenda 8 de 2 730 kgf                 | deux Avro Canada Orenda 11 de 3 300 kgf                | deux Avro Canada Orenda 11 de 3 300 kgf           | deux Avro Canada Orenda 11 de 3 300 kgf       |
| Masse à vide           | inconnue                                | inconnue                               | inconnue                                                 | inconnue                                               | 8 200 kg                                               | 10 578 kg                                         | 10 578 kg                                     |
| Armement               | aucun                                   | aucun                                  | huit mitrailleuses de 12,7 mm et quatre points d'emports | huit mitrailleuses de 12,7 mm et 58 roquettes de 70 mm | huit mitrailleuses de 12,7 mm et 58 roquettes de 70 mm | 58 roquettes de 70 mm                             | aucun                                         |
| Vitesse maximale       | env. 800 km/h                           | 900 km/h                               | 1 100 km/h                                               | 980 km/h                                               | 1 030 km/h                                             | 890 km/h                                          | 890 km/h                                      |
| Plafond opérationnel   | env. 10 000 mètres                      | 10 700 mètres                          | 11 000 mètres                                            | 13 716 mètres                                          | 13 716 mètres                                          | 13 720 mètres                                     | 13 720 mètres                                 |
| Autonomie              | inconnue                                | inconnue                               | 2 600 km                                                 | 3 220 km                                               | 3 220 km                                               | 3 220 km                                          | 3 220 km                                      |

## Utilisateurs

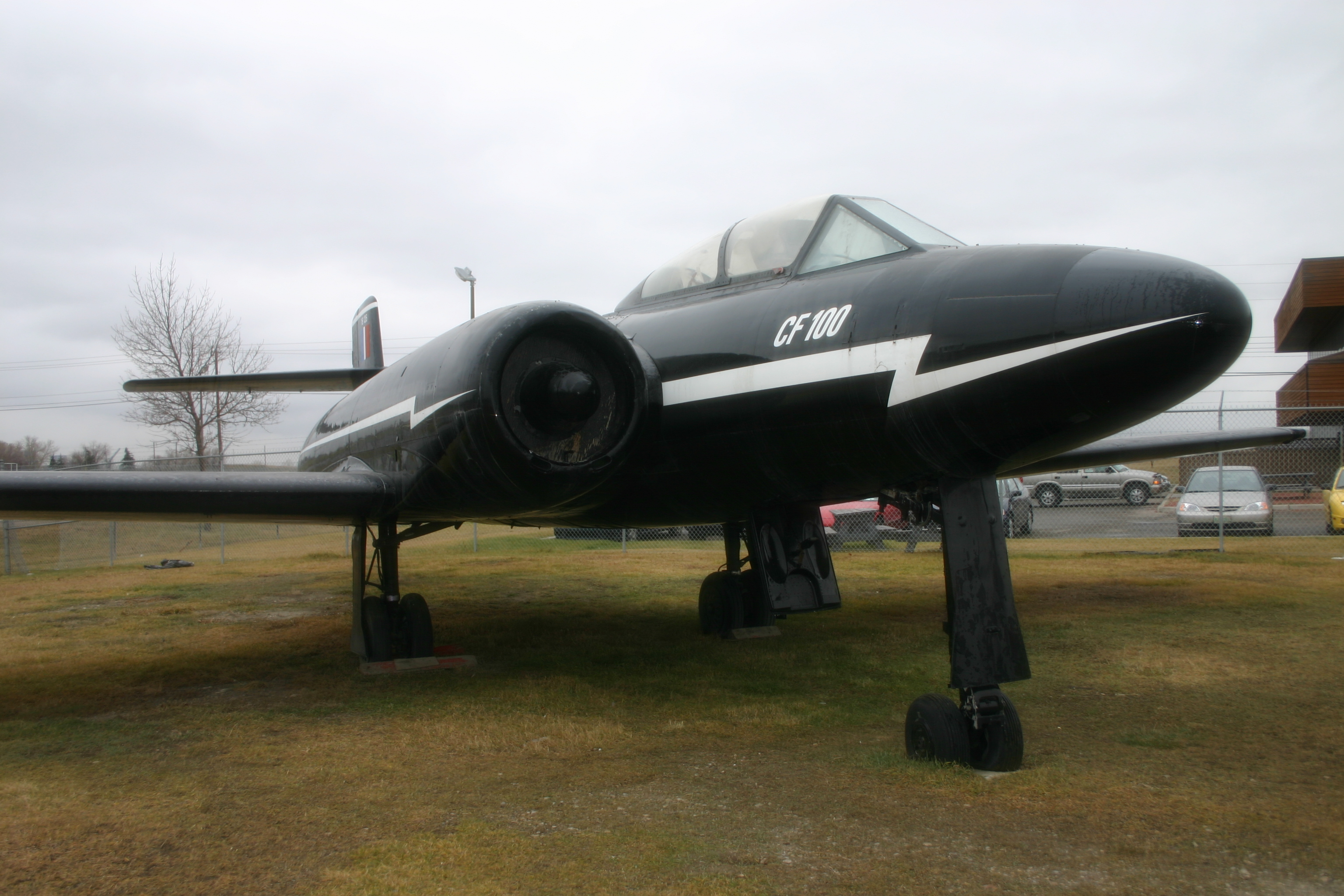
Un CF-100 Mk.3 peint dans le schéma de couleur du prototype auCalgary AeroSpace Museum

- Canada
- Belgique